# Stolnica v Pisi
Stolnica v Pisi, tudi Stolnica Marijinega Vnebovzetja (italijansko Cattedrale Metropolitana Primaziale di Santa Maria Assunta; Duomo di Pisa) je srednjeveška rimokatoliška stolnica, posvečena Marijinemu vnebovzetju, na trgu Piazza dei Miracoli v Pisi v Italiji. Je izjemen primer romanske arhitekture, zlasti sloga, znanega kot pisanska romanika. Tu je sedež pisanskega nadškofa.

## Zgodovina
Stolnico so začeli graditi leta 1063 (1064 po takratnem pisanskem koledarju) pod vodstvom arhitekta Buscheta, izjemno širokopotezno zastavljen in posledično drag projekt pa financirali s plenom iz bojev proti muslimanom na Siciliji leta 1063. Vključuje različne slogovne prvine: klasične, langobardsko-emilijanske, bizantinske in islamske, kar je povezano trgovanjem pisanskih trgovcev tistega časa vsepovsod po Sredozemlju. Istega leta je domnevno začela nastajati tudi današnja bazilika svetega Marka v Benetkah, kar kaže na močno rivalstvo med obema republikama, tudi na nivoju umetnosti oz. arhitekture v želji ustvariti najlepši in najbogatejši bogoslužni prostor.
Cerkev je bila postavljena zunaj zgodnjesrednjeveškega obzidja Pise, da bi pokazali, da se Pisa ne boji, da bi jo napadli. Izbrano območje je bilo že v langobardskem obdobju uporabljeno kot nekropola, v začetku 11. stoletja pa je bila cerkev že postavljena tukaj, vendar nikoli dokončana, zato naj bi jo poimenovali Santa Maria. Velika nova Buschetova cerkev se je sprva imenovala Santa Maria Maggiore, dokler ni bila uradno imenovana Santa Maria Assunta.
Leta 1092 je bila stolnica razglašena za primarno cerkev, nadškof Dagobert pa je od papeža Urbana II. dobil naslov primas. Stolnico je leta 1118 posvetil papež Gelazij II., ki je pripadal družini Caetani, ki je bila močna tako v Pisi kot v Rimu.
V začetku 12. stoletja so stolnico povečali pod vodstvom arhitekta Rainalda, ki je podaljšal dolžino ladje z dodajanjem treh obočnih pol v skladu s prvotnim Buschetovim slogom, razširil transept in načrtoval novo fasado, ki so jo delavci dokončali pod vodstvom kiparjev Guglielma in Biduina. Natančen datum dela ni jasen: po mnenju nekaterih je bilo delo opravljeno takoj po Buschetovi smrti okoli leta 1100, drugi pa pravijo, da je bilo opravljeno bližje 1140. Vsekakor pa je bilo delo končano leta 1180, kot je dokumentirano do datuma, zapisanega na bronastih trkalih, ki jih je Bonanno Pisano našel na glavnih vratih.
Današnji videz zgradbe je rezultat številnih obnovitvenih del, ki so bila izvedena v različnih obdobjih. Prvi radikalni posegi so se zgodili po požaru leta 1595, po katerem je bila zamenjana streha in kiparji iz delavnice Giambologna, med katerimi sta bila Gasparo Mola in Pietro Tacca, so ustvarili tri bronasta vrata fasade. V začetku 18. stoletja so se začele preurejati notranje stene stolnice z velikimi slikami quadroni, ki prikazujejo zgodbe blaženih in svetnikov iz Pise. Ta dela so izdelali glavni umetniki te dobe, skupina občanov pa se je dogovorila za posebno financiranje projekta. Zaporedni posegi so se zgodili v 19. stoletju in so vključevali tako notranje kot zunanje spremembe; med slednjimi je bila odstranitev prvotnih fasadnih kipov (trenutno v stolničnem muzeju) in njihova zamenjava s kopijami.
Drugi pomembni posegi vključujejo: demontažo prižnice Giovannija Pisana med letoma 1599 in 1601, ki je bila šele leta 1926 ponovno sestavljena in vrnjena v stolnico (manjkalo je nekaj originalnih kosov, vključno s stopniščem) in demontažo spomenika Henrika VII., ki ga je izdelal Lupo di Francesco, in so ga našli pred vrati San Ranierija in kasneje zamenjali s preprostejšo, simbolično različico.

## Opis
Prvotni gradbeni tloris je bil blizu grškemu križu z veliko kupolo nad križnim kvadratom, danes pa je tloris latinski križ z glavno ladjo, ki jo ob straneh obdajata po dve stranski ladji (gre torej za pet ladijsko zasnovo), transept pa je troladijski. Notranjost ponuja prostorski učinek, podoben učinku velikih mošej, zahvaljujoč uporabi dvignjenih lancetnih lokov, izmeničnih slojev črnega in belega marmorja ter eliptične kupole, ki jo navdihujejo Mavri. Prisotnost dveh dvignjenih empor v ladji s trdnimi monolitnimi stebri iz granita je jasen znak bizantinskega vpliva. Buscheto je prinesel islamski in armenski vpliv.
- Detajl fasade stolnice
- Stolnica s poševnim stolpom.
- Empora zaščitena s triforijem in biforo v stolnici v Pisi
- Krstilnica s stolnico in poševnim stolpom
- Zunanjost

### Zunanjost
Bogata zunanja dekoracija vsebuje raznobarven marmor, mozaik in številne bronaste predmete iz vojnega plena, med katerimi je tudi grifon, ki so ga leta 1061 odvzeli v Palermu in ga pozneje postavili na vzhodni del strehe. V začetku 19. stoletja je bila prvotna skulptura, ki jo je danes mogoče videti v stolničnem muzeju, odstranjena s strehe in nadomeščena s kopijo. Visoki loki kažejo islamski in južnoitalijanski vpliv. Slepi loki z oblikami pastil spominjajo na podobne strukture v Armeniji. Fasado iz sivega in belega marmorja, okrašeno z barvnimi marmornatimi vložki, je zgradil mojster Rainaldo. Nad tremi vrati so štirje nivoji lož, razdeljeni z venci z marmornato intarzijo, za katerimi se odpirajo enojna, dvojna in trojna okna.
Težka bronasta vrata fasade so v 17. stoletju izdelali različni florentinski umetniki. V nasprotju s tem, kar bi si lahko mislili, so verniki že od začetka vstopali v stolnico skozi vrata svetega Rainerija, ki so del južnega transepta, a obrnjena proti zvoniku. To je bilo zato, ker bi se mestni plemiči, ki so k stolnici prišli po Via Santa Marije, znašli prav na tem vhodu. Ta vrata je približno leta 1180 ulil Bonanno Pisano in so edina vrata, ki jih požar, ki je močno poškodoval stolnico leta 1595, ni uničil.
Vrata svetega Rainerija so okrašena s 24 bronastimi reliefi, ki prikazujejo zgodbe iz Nove zaveze. Ta vrata so ena prvih, izdelanih v Italiji v srednjem veku, po uvozu številnih primerkov iz Konstantinopla (v Amalfi, Salerno, Rim, Montecassino, Benetke itd.), in lahko občudujemo povsem zahodna senzibilnost, ločena od bizantinske tradicije. Nad vrati so štiri odprte galerije, na vrhu pa je Madona z otrokom in v kotih štirje evangelisti. Grob Buscheta najdemo levo od severnih vrat fasade.

### Notranjost
Notranjost, spredaj razdeljena na glavno ladjo, ki jo na obeh straneh obdajata dve stranski ladji ter s transeptom in apsido s tremi ladjami, je prekrita z belim in črnim marmorjem z monolitnimi stenami iz marmorja s korintskimi kapiteli. Ima lesen kasetiran strop iz 17. stoletja, poslikan in okrašen z zlatimi listi, ki sta ga izdelala Domenico in Bartolomeo Atticciati; nosi grb Medičejcev. Verjetno je bil prejšnji strop konstrukcija z lesenimi rešetkami.
Notranjost kupole, najdene tam, kjer se križata osrednja ladja in transepta, je okrašena z redko slikarsko tehniko, imenovano enkavstika, in prikazuje Devico v slavi s svetniki pisanskih umetnikov Orazia in Girolamo Riminaldija (1627- 1631). Obnova kupole se je začela leta 2015 in je bila zaključena leta 2018.
Granitni korintski stebri med ladjo in apsido prihajajo iz mošeje v Palermu in so pisanski plen, zajet leta 1063 po uspešnem skupnem napadu z Normani na muslimane v tem mestu.
Velik mozaik v apsidi, Kristus na prestolu med Devico in svetim Janezom, je znan po obrazu svetega Janeza, ki ga je leta 1302 naslikal Cimabue in ki je čudežno preživel požar leta 1595. To je zadnje delo, ki ga je naslikal Cimabue in edino delo za katerega imamo overjeno dokumentacijo. Delo spominja na mozaike bizantinske in normanske cerkve, najdene v Cefalùju in Monrealu na Siciliji. Mozaik, ki ga je večinoma izdelal Francesco da Pisa, je dokončal Vincino da Pistoia z Madono na levi strani (1320).
Med srednjeveškimi deli, ki so se izognila uničenju med požarom leta 1595, so freska Madone z otrokom v slavoloku pisanskega umetnika Maestra di San Torpèja in kozmatski tlak, ki ga redko najdemo zunaj Lacija. Izdelan je bil z uporabo umetnega marmorja za ustvarjanje geometrijskih vzorcev (sredina 12. stoletja). Iz poznega srednjeveškega obdobja so se ohranili tudi drugi fragmenti fresk, med katerimi je sveti Hieronim na enem od štirih osrednjih pilonov, pa tudi sveti Janez Krstnik, Križanje in svetnika Kozma in Damjan na enem od pilonov ob vhodu, delno skrit glede na vstop.

#### Prižnica
Prižnica, mojstrovina, ki jo je izdelal Giovanni Pisano (1302-1310), je ogenj preživela, a je bila med obnovitvenimi deli razstavljena in ponovno sestavljena šele leta 1926. Delo je s svojo zapleteno arhitekturo in kompleksno kiparsko dekoracijo eno najbolj radikalnih pripovedi domišljije iz 13. stoletja, ki odraža versko prenovo in vnemo dobe. Na rahlo ukrivljene plošče so z izraznim jezikom oblikovane epizode Kristusovega življenja. Zgradba je poligonalna (natančno tako, kot je razvidno iz podobnih del v krstilnici v Pisi, na prižnici v Sienski stolnici in v cerkvi sv. Andreja); vendar je to prvi primer v tovrstnem načinu, pri katerem so plošče rahlo ukrivljene. Druge izvirne funkcije vključujejo:
- prisotnost kariatid, izklesanih figur namesto preprostih stebrov, ki simbolizirajo vrline;
- uporaba pomičnih 'polic' namesto lokov za podporo dvignjene ploščadi;
- občutek gibanja, ki ga dajejo številne figure, ki zapolnjujejo vsak prazen prostor.

Za te lastnosti, združene s spretno pripovedno umetnostjo devetih prizorov, se prižnica na splošno šteje za mojstrovino, širše pa velja za mojstrovino italijanskega gotskega kiparstva. Ta prižnica je nadomestila prejšnjo, ki jo je izdelal Guglielmo (1157-1162) in je bila poslana v stolnico v Cagliariju. Glede na pomanjkanje dokumentacije pred demontažo je bila prižnica postavljena na mesto, ki se razlikuje od prvotnega mesta, nedvomno pa tudi njeni deli niso v prvotnem položaju. Ni znano, ali je imelo originalno delo marmornato stopnišče.
- Notranjost kasetiranega stropa
- Tloris
- Kapela Blaženega zakramenta
- Prižnica, Giovanni Pisano

#### Umetniška dela
V cerkvi so tudi relikvije svetega Rainerija, zavetnika Pise in drobni grob svetega rimskega cesarja Henrika VII., ki je umrl v Buonconventu, medtem ko je zaman oblegal Firence. Tudi grobnico, ki jo je med letoma 1313–1315 izklesal Tino da Camaino, so razstavili, nato rekonstruirali in danes stoji v desnem transeptu, prvotni položaj pa je bil v središču apside kot znak spoštovanja mestnega gibelina. Večkrat premaknjen iz političnih razlogov je bil sčasoma ločen na številne dele (nekatere znotraj cerkve, nekatere na fasadi, druge v Camposantu in spet druge v stolničnem muzeju).
27 slik, ki pokrivajo galerije za glavnim oltarjem, ki prikazujejo zgodbe Stare zaveze in zgodbe o Kristusovem življenju, so med 16. in 17. stoletjem naredili večinoma toskanski umetniki, med katerimi je tudi Andrea del Sarto (tri dela: sv. Neža, sveti Katarina in Margareta ter sveti Peter in Janez Krstnik), il Sodoma in Domenico Beccafumi (Zgodbe o Mojzesu in Evagelistih).
Številna in prestižna je sveta oprema cerkve, vključno z bronastim Razpelom, ki ga najdemo na glavnem oltarju in angelskimi svečniki, nameščenimi na koncih bogate marmornate transene (rešetke), ki jo je izdelal Giambologna, pa tudi velik ciborij v srebru, ki ga je zasnoval Giovanni Battista Foggini (1678–86) na oltarju kapele Najsvetejšega. Na številnih stranskih oltarjih so slike iz 16. in 17. stoletja. Med temi deli so Naša Gospa gracija s svetniki, ki jo je naslikal florentinski manierist Andrea del Sarto, in Madona na prestolu s svetniki v desnem transeptu, avtorja Perina del Vage, Rafaelovega učenca, ki jo je končal Giovanni Antonio Sogliani. V baročnem slogu sta: Disputa del Sacramento sienskega slikarja Francesca Vannija in Križ s svetniki Genovežana Giovannija Battiste Paggija. Posebej priljubljena je podoba Madonne col Bambino iz 13. stoletja, imenovana tudi Madona pod orglami, ki jo pripisujejo Berlinghieru Berlinghieriju iz Volterre.
Stolnica, tako kot Poševni stolp, zaznavno tone v tla in nekaj znakov te nestabilnosti je vidnih. Na primer, razlika v nadstropjih prvotne Buschetove ladje in obokih, ki jih je pozneje dodal Rainaldo.
Originalni gràdule stolnice, ki jo je zgradil Giovanni Pisano in datira v konec 13. stoletja, je leta 1865 nadomestil sedanji prostor. Te marmornate plošče, okrašene z vklesanimi figurami živali in obrazi, so bile uporabljene za ustvarjanje nizkega zidu, ki je bil postavljen blizu zunanjega oboda stolnice in je ustvaril ograjen prostor, ki je zagotavljal prostor številnim sarkofagom iz rimskega obdobja. V srednjem veku so bile te plošče ponovno uporabljene za pokope plemičev (med njimi tudi Beatrice Lotarinške) in drugih znanih oseb. Nekateri drobci so še vedno vidni v stolničnem muzeju, medtem ko so bili vsi sarkofagi premaknjeni znotraj ograje Camposanta.

### Orgle
V stolnici najdemo orgle Serassi, izdelane med letoma 1831-1835, pa tudi orgle, ki jih je leta 1977 izdelalo podjetje Mascioni iz Cuvia.

## Glavni umetniki, katerih dela so v stolnici
- Buscheto (arhitekt)
- Rainaldo (fasada)
- Guglielmo (originalna prižnica in marmorni okras)

Zgoraj navedeni trije umetniki so pokopani v stolnici.
- Cimabue (mozaik v apsidi)
- Tino da Camaino (nagrobnik Henrika VII.)
- Bonanno Pisano (originalna bronasta vrata)
- Giambologna in njegova šola (bronasta vrata fasade)
- Giovanni Pisano (prižnica)
- Nicola Pisano in Giovanni Pisano (krona okoli kupole)
- Pietro Tacca (razpelo in angelski svečniki)
- Andrea del Sarto (različne slike)
- Il Sodoma (različne slike)
- Giovanni Battista Tempesti (različne slike)
- Biduino (marmorna dekoracija)
- Giuliano Vangi (prižnica in glavni oltar)
- Orazio Riminaldi in Girolamo Riminaldi (freska v kupoli)
- Vincenzo Possenti (lestenec)

## Druge zanimivosti
- Konec 10. stoletja je Pisa ustanovila 25. marec kot začetek novega leta. Ta datum se je zdel zelo pomemben, ker je tako praznik Marijinega oznanjenja (ki se je zgodil devet mesecev pred Kristusovim rojstvom 25. decembra) in pade zelo blizu spomladanskega enakonočja. Za začetek novega leta v Pisi so v stolnici zasnovali sistem, po katerem skozi okroglo okno na južni strani ladje zasije svetlobni žarek, ki natančno opoldne, 25. marca, vsako leto pristane na istem mestu: na vrhu police, pritrjene na steber na nasprotni strani cerkve. Ta polica počiva na marmornatem jajčku, simbolu rojstva in novega življenja. Leta 1750 je bil prvi dan novega leta uradno spremenjen v 1. januar, vendar se ta dogodek še vedno praznuje vsako leto skupaj s slovesnimi verskimi in državljanskimi praznovanji.[8]
- Svetilka v središču ladje se imenuje Galilejeva svetilka, ker legenda pravi, da je veliki znanstvenik oblikoval svojo teorijo o izokronizmu nihala, medtem ko je s strehe ladje opazoval njegovo nihanje. Izvirnik je manjši in zelo drugačen od tega, danes ga najdemo v Camposantu.

- Galileo opazuje svetilko
- Tako imenovana Galilejeva svetilka in kupola kupole
- Originalna Galilejeva svetilka
- Amfora naj bi bila s poročne pojedine v Kani.

- Na severni strani, na levi strani fasade pred Camposantom v približno višini oči, je originalni kos rimskega marmorja (o čemer priča tudi njegov okras, ki ga delno še vidimo), na kateri so niz majhnih črnih znamk. Legenda pravi, da je te sledove pustil hudič, ko se je povzpel na kupolo in poskušal ustaviti njeno gradnjo, zato jih imenujejo hudičeve praske. (Legenda tudi pravi, da se kljub številu prask ob štetju vedno spremeni.)
- Legenda pravi, da je Kristus na poročnem prazniku v Kani, ko je vodo pretvoril v vino, uporabil amforo na majhnem stebru na desni strani apside.
- V stolnici je pokopan papež Gregor VIII..

## Galerija
- Zračni pogled na kompleks
- Vrata Saint Rainierja
- Vzhodni konec katedrale
- Enkaustična slika Marijinega vnebovzetja v kupoli
- Nagrobni oltar svetega Rainierja, zavetnika Pise
- Detajl prižnice, Herkul, redka srednjeveška upodobitev gole
- Bronasti grifon v stolnem muzeju
- Kopija bronastega grifona na strehi katedrale